# Dub (Velké Popovice)
Dub je vesnice v okrese Praha-východ, je součástí obce Velké Popovice. Nachází se asi 3,6 km na jihovýchod od Velkých Popovic. Je zde evidováno 7 adres.